# More (piosenka z Mondo cane)
More – piosenka napisana przez Riza Ortolaniego i Nino Oliviero do filmu Mondo cane z 1962 roku. 

## Historia
Pierwotnie piosenka została skomponowana jako utwór instrumentalny i nosiła tytuł „Ti guarderò nel cuore”, tekst dopisał później Marcello Ciorciolini; tekst angielski napisał Norman Newell. Na wydanej przez wytwórnię United Artists ścieżce dźwiękowej z filmu piosenka nosiła początkowo tytuł: „Models in Blue Modelle in Blu” (ścieżka #B1), natomiast rok później w nagraniu Kaia Windinga zmieniono jej tytuł na „More”. 3 sierpnia 1963 roku piosenka zadebiutowała na 20. miejscu listy krajowej Billboard Hot 100.

## Nagrody
W 1963 roku piosenka zdobyła Nagrodę Grammy w kategorii najlepsza kompozycja instrumentalna. W tym samym roku była nominowana do Oscara za najlepszą oryginalną piosenkę filmową.

## Wykonania
- 1964: włosko-amerykański tenor Sergio Franchi nagrał „More” na albumie The Exciting Voice of Sergio Franchi[6],
- 1964: Frank Sinatra z orkiestrą Counta Basiego na albumie It Might As Well Be Swing[7]
- 1968: Zespół The Supremes na albumach: Live at London's Talk of the Town[8] i Greatest Hits (2003)[9].